# La visita y un jardín secreto
La visita y un jardín secreto és una pel·lícula de la realitzadora Irene M. Borrego que es va estrenar en 2022. Va ser reconeguda amb diversos premis en certàmens com el Festival de Màlaga o Documenta Madrid.

## Sinopsi
La Visita y Un Jardín secreto mostra a la pintora Isabel Santaló ja anciana i oblidada com a artista i com a persona a la seva casa de Madrid.Al film es recupera la memòria de la pintora Isabel Santaló a través del seu testimoniatge i d'algunes visites que apareixen en la seva residència.A més, s'incorpora el testimoniatge, en àudio, del pintor i escultor Antonio López, coetani de Santaló i aparentment l'únic artista de la seva generació que la recorda. Aquest reconeix la trajectòria de Santaló malgrat el silenci i incomprensió al qual Santaló va haver d'enfrontar-se, una situació similar a la que van viure altres artistes de la seva generació.
Al llarg del seu metratge, La visita y un jardín secreto aborda temes com l'art i el procés creatiu, el significat de ser dona i artista i sobre la memòria i l'oblit.

## Producció
La visita y un jardín secreto va ser el debut com a directora d'Irene M. Borrego, que a més ha escrit el guió juntament amb Manuel Muñoz Rivas, tots dos també muntadors de la pel·lícula. Les productores van ser Mariangela Mondolo-Burghard i Renata Sancho.Va comptar amb música del compositor Frederic Mompou interpretada per Alexis Delgado Búrdalo.

## Reconeixements
En 2022, la pel·lícula La visita y un jardín secreto va ser reconeguda en diversos certàmens i festivals, com en el 25è Festival de Màlaga amb la Bisnaga de Plata a la Millor Direcció i Bisnaga de Plata Premi del Públic. Al festival DocLisboa va rebre el Premi HBO a Millor Pel·lícula en Competició portuguesa i el Premi ETIC per a la Millor Pel·lícula de Competició portuguès (Prémio Escolas). Va ser reconeguda ex aequo amb “Descartes”, de Concha Barquero i Alejandro Alvarado, amb el Premi Film Nacional de la secció Alternativa Oficials al Festival de Cinema Independent de Barcelona, l'Alternativa. També va obtenir el Premi al Millor Llargmetratge de Secció Oficial en el Festival Internacional de Cinema de Múrcia (IBAFF) i el Premi del Público a Documenta Madrid, a més d'un esment del jurat en el Festival Panorama Coisa de Cinema.
A més, La visita y un jardín secreto ha guanyat als X Premis Feroz el Feroz Arrebato de no ficció contra altres documentals de A las mujeres de España. María Lejárraga, de Laura Hojman.